# Mads Mathias
Mads Mathias (Juul Johansson) (født 9. januar 1981 i Silkeborg) er en dansk saxofonist og sanger og sangskriver.

## Biografi
Mads Mathias er opvokset delvist i Tanzania og i fødebyen Silkeborg – i et hjem med klaver og 34 andre instrumenter, som han udforskede siden kravlestadiet. Saxofonen blev hovedinstrumentet i 11-årsalderen, og som 20-årig blev han optaget på Rytmisk Musikkonservatorium, hvorfra han fik en diplomuddannelse i 2007.
I 2012 udkom debutsoloalbummet "Free Falling" , som skaffede ham en Danish Music Award for 'Årets Nye Navn' , en 'Honourable Mention Award' ved en af verdens største sangskriverkonkurrencer, solistpriser, anmelderroser og airplay på P1, P4, P8 JAZZ. Som sanger optræder Mads Mathias udover egne orkestre med DR Big Bandet, Tivoli Bigband og Six City Stompers.
Mads Mathias blev i en tidlig alder en del af det jyske jazzmiljø og spillede med folk som Finn Odderskov og Hans Brockstedt, der tog ham under sine vinger. I dag er Mads Mathias en del af det danske musikmiljø: Som studiemusiker, hvor han har bidraget til adskillige pladeudgivelser og som hyppigt anvendt livemusiker, hvor han har spillet med navne som Leroy Jones, Anne Linnet, Bob Wilber, Per Vers, Alphabeat, Sinne Eeg, Billy Cross, Paulo Moura (BRA), Thomas Buttenschøn, Martin Hall, Jens Fink-Jensen, Mika Vandborg og Karen Mukupa.
Som 17-årig var Mads Mathias ude for en trafikulykke, hvor han skadede sin hånd og mistede tre fingre. Han havde på daværende tidspunkt spillet saxofon i 6 år og havde udsigt til en karriere inden for musikken, men turde ikke tro på, at han kom til at spille igen. Da der var en del jobs, som allerede var booket, begyndte han at synge i stedet. Efter genoptræning kom han siden til at spille igen og er i dag både saxofonist, sanger, pianist og trompetist.

## Bands
- Six City Stompers – Neo-New Orleans jazzorkester som turnerer meget i Skandinavien. Orkestret har udgivet flere anmelderroste album.
- Mads Mathias Orchestra – Sangeren og sangskriveren Mads Mathias' store 10-mandsorkester med arrangementer af arrangøren Peter Jensen. En udgivesle er på vej.
- DEM- Fandenivoldsk freejazzband med mantraet "hvorfor skal avantgarde være kedeligt, når det kan være en udadvendt energiudladning!"
- Per Vers - Rapperen, lyrikeren og ordkunstneren.
- Mads Mathias Kvartet – Med Peter Rosendal. Spiller rundt omkring på landets jazzklubber og på ”hjemmebanen”- La Fontaine i København.
- Nanne-Emelie – Med pop-jazz-sangerinden Nanne-Emelie.
- Tuesday Night Brass Band - Funky New Orleans brass med base på spillestedet Mojo, hvor de spiller hver 2. tirsdag i måneden.
- Ayi Solomon' - percussionisten Solomons afro-jazzband.
- In Duet - Klassiske evergreen-duetter med sangerinden Cathrine Legardh.

## Diskografi
- Woodcock Weather Kings, 1999
- List "Sound Venue Compilation", 2003
- Riverboat Jazz Festival, 2005
- Louise Brüel "Trafficking", 2005
- Jean Paul "On My Way", 2006
- DEM "DEM", 2006
- Femø Jazz Festival, 2006
- AlphaBeat "Fascination", 2006
- Ronald Andersen "Club Blues", 2006
- Femø Jazz Festival, 2007
- Clara Sofie "Jeg er din", 2007
- Kefas "Great Joy", 2007
- Six City Stompers "Work Around The Rules", 2008
- Rikke Lundorff "You Might See Yourself", 2008
- Oui Mari, 2008
- Ayoe Angelica "Dandelion", 2009
- Six City Stompers "Miss Floridor", 2011
- Six City Stompers "Dig og mig og vi to", 2011
- Karen Mukupa "Human", 2012
- Mads Mathias "Free Falling", 2012
- Sidsel Storm "Nothing In Between", 2012
- Six City Stompers "The Formula", 2012
- Mika Vandborg "Wall Of Books", 2013
- Martin Hall "Phasewide, Exit Signs", 2013
- Malene Kjærgård "Happy Feet", 2013

 Der er for få eller ingen kildehenvisninger i denne artikel, hvilket er et problem. Du kan hjælpe ved at angive troværdige kilder til de påstande, som fremføres i artiklen.